# Пръстени на Нептун
Нептун има сравнително рядка система от планетарни пръстени, трудно забележима без мощен телескоп. Частиците и обектите, изграждащи пръстените, са необичайно тъмни в сравнение с тези на останалите планети. Почти цялата информация, с която астрономите разполагат за тях, е придобита след прелитането на Вояджър 2 през 1989 година. Известно е, че четири от луните са т.нар. пастирки - намират се в пръстеновата зона и с гравитационното си поле насочват праховите частици. Това са Наяда, Таласа, Деспина и Галатея. Общият диаметър на пръстеновата система е около 24 800 км.